# 我想做的不只是朋友。
《我想做的不只是朋友。》(日语：トモダチ以上のこと、シたい。)，日本漫畫家倉橋トモ的BL作品。出版社為シュークリーム。中文電子版於2016年1月14日開始在亂搭租書網連載，全5話。中文單行版《不想只當朋友》由東立出版社發行。
獲得由ちるちる (chill chill)舉辦的BL AWARD  2016「最佳甜蜜劇情」第三名。

## 劇情簡介
菅影與原悠從小就認識，直到最近開始同居室友生活，菅影才發現自己在不知不覺的朝夕相處中喜歡上了原悠，但也不敢期待能與菅影成為情侶關係，只要偶爾被原悠放在第一優先順位就很開心了。某天晚上，菅影趁著原悠參加聚會不在家，拿著被隨手丟在客廳的外套開始邊聞著上面的味道邊DIY,此時本不應該出現的原悠卻意外出現了……

## 人物介紹
菅影（受）
大學二年級。性格開朗散漫。
與原悠自小便認識，最近接受原悠的提議，開始同居的室友生活。
對原悠一切瞭若指掌卻在情感方面遲鈍，上大學後才發現自己喜歡上了原悠，但不想給對方造成困擾而打算維持普通朋友關係，自己在心裡默默喜歡就夠了。
原悠（攻）
大學二年級，性格冷靜寡言
與菅影自小便認識，半年前以節省房租為由向菅影提出兩人合租，其目的是想和菅影有進一步發展。
從小學就憧憬樂觀的菅影，直到中學菅影告知與他人發生關係後才明白自己喜歡上了菅影，多年來一直忍耐著感情怕嚇到菅影，習慣凡事以菅影為優先。

## 單行本
| 卷數 | シュークリーム | シュークリーム | 東立出版社    | 東立出版社    |
| 卷數 | 出版日期       | ISBN           | 出版日期      | ISBN          |
| ---- | -------------- | -------------- | ------------- | ------------- |
| 1    | 2015年11月30日 | 9784801954120  | 2020年9月16日 | 9789572655030 |

## 電子版
| 卷數 | 亂搭租書網    | 亂搭租書網    |
| 卷數 | 出版日期      | ISBN          |
| ---- | ------------- | ------------- |
| 1    | 2016年1月14日 | 9789865360078 |

## 外部連結
- 中文電子書《我想做的不只是朋友。》官方網站 （页面存档备份，存于）
- 倉橋トモ官方推特 （页面存档备份，存于）